# 1964년 하계 올림픽 오스트레일리아 선수단
1964년 하계 올림픽 오스트레일리아 선수단은 일본 도쿄에서 개최된 1964년 하계 올림픽에 참가한 올림픽 오스트레일리아 선수단이다.